# Studerbildkopf
Der Studerbildkopf ist ein Berg im Pfälzerwald.

## Geographie

### Lage
Der Berg befindet sich größtenteils auf der Waldgemarkung der kreisfreien Stadt Neustadt an der Weinstraße. Lediglich die Südostflanke gehört zur Ortsgemeinde Maikammer.

### Naturräumliche Zuordnung
1. Großregion 1. Ordnung: Schichtstufenland beiderseits des Oberrheingrabens
2. Großregion 2. Ordnung: Pfälzisch-Saarländisches Schichtstufenland
3. Großregion 3. Ordnung: Pfälzerwald
4. Region 4. Ordnung (Haupteinheit): Mittlerer Pfälzerwald
5. Region 5. Ordnung: Haardt

## Natur
Mit dem Studerbildschacht existiert auf dem Berg eine Spaltenhöhle, die als Naturdenkmal ausgewiesen ist.

## Verkehr
Entlang seiner Süd- und seiner Westflanke verläuft die Totenkopfstraße, die mit der Landesstraße 514 identisch ist.

## Tourismus
Über die Nordflanke verläuft ein Wanderweg, der mit einem blau-roten Balken markiert ist und von Kirchheimbolanden bis nach Pirmasens führt. Entlang der Südostflanke führt – gemeinsam mit ersteren – ein mit einem grün-gelben Kreuz gekennzeichneter Weg, der von Bexbach nach Rheingönheim verläuft. Über die Nordostflanke führt ein weiterer Wanderweg mit der Markierung „weiß-grüner Balken“, der eine Verbindung mit der Oberen Eselsmühle in Enkenbach-Alsenborn und mit Maikammer schafft.